# 元朝公爵列表
元朝制度，元代的公爵分为国公和郡公。国公为正二品，郡公为從二品。正从一品封赠父母、祖父母、曾祖父母三代，爵国公、勋正一品上柱国，从一品柱国，母、妻封国夫人；正从二品封赠父母、祖父母三代，爵郡公、勋正二品上护军，从二品护军，母、妻封郡夫人。下表列出元朝時期可考的公爵。

## 国公
- 孔温窟哇，鲁国公（追赠）
- 耶律秃花，濮国公（太祖时封）
- 石抹明安，邵国公（太祖时封）
- 严实，鲁国公（1261年追赠）
- 都罗儿，懿国公（1267年封）
- 张柔，蔡国公（1267年封）
- 张弘略，蔡国公（成宗时追赠）
- 刘秉忠，赵国公（1274年追赠）
- 赵㬎，瀛国公（1276年封）
- 汪良臣，梁国公（1281年追赠）
- 刘思敬，滨国公（1283年追赠）
- 阿里海牙，楚国公（1286年追赠）
- 赵良弼，韩国公（1286年追赠）
- 董俊，赵国公（追赠）、寿国公（追赠）
- 董文用，赵国公（追赠）
- 董文忠，寿国公（追赠）
- 刘伯林，秦国公（追赠）
- 刘黑马，秦国公（追赠）
- 忽都思，沇国公（追赠）
- 和尚，沇国公（追赠）
- 伯德那，芮国公（追赠）
- 移剌捏儿，兴国公（追赠）
- 移剌买奴，兴国公（追赠）
- 移剌元臣，兴国公（追赠）
- 札八儿火者，凉国公（追赠）
- 哈只，凉国公（追赠）
- 明里察，凉国公（追赠）
- 粘合重山，魏国公（世祖时追赠）
- 粘合南合，魏国公（世祖时追赠）
- 忽兰，云国公（追赠）
- 天德于思，云国公（追赠）
- 木华里，梁国公（世祖时追赠）
- 郑鼎，潞国公（世祖时追赠）
- 窦默，魏国公（世祖时追赠）
- 张文谦，魏国公（世祖时追赠）
- 张晏，魏国公（追赠）
- 解诚，易国公（追赠）
- 解汝楫，易国公（追赠）
- 阿尼哥，凉国公（追赠）
- 李恒，滕国公（追赠）
- 王磐，洺国公（追赠）
- 刘肃，邢国公（追赠）
- 贾居贞，定国公（追赠）
- 焦德裕，恒国公（追赠）
- 何伯祥，易国公（追赠）
- 何荣祖，赵国公（成宗时追赠）
- 完颜伯颜，冀国公（1294年封）
- 斡脱赤，代国公（1295年封）
- 史弼，鄂国公（1297年封）
- 土土哈，延国公（1297年追赠）
- 奥鲁赤，郑国公（1297年追赠）
- 完者都，林国公（1298年追赠）
- 铁哥术，云国公（1299年追赠）
- 唐仁祖，洹国公（1301年追赠）
- 秃忽鲁，赵国公（1303年追赠）
- 廉希宪，魏国公（1304年追赠）
- 彻里，徐国公（1305年追赠）
- 郑制宜，泽国公（1305年追赠）
- 刘国杰，齐国公（1305年追赠）
- 叶仙鼐，巩国公（1306年追赠）
- 哈剌䚟，巩国公（1307年追赠）
- 布鲁海牙，魏国公（成宗时追赠）
- 床兀儿，容国公（1307年封）
- 曲枢，应国公（1307年封）
- 康里脱脱，秦国公（1307年封）
- 铁古迭儿，郓国公（1307年封）
- 杨德荣（杨燕家奴、燕家奴），寿国公（1307年封）、云国公（1311年封）
- 爱薛，秦国公（1307年封）
- 爱鲁，魏国公（武宗时追赠）
- 教化，魏国公（1308年封）
- 香山，宾国公（1308年封）
- 崔斌，郑国公（武宗时追赠）
- 崔彧，郑国公（1308年追赠）
- 阿沙不花，康国公（1308年封）
- 槊直腯魯華，卫国公（武宗时追赠）
- 撒吉思卜华，卫国公（武宗时追赠）
- 明安答儿，卫国公（武宗时追赠）
- 三宝奴，渤国公（1308年封）、楚国公（1310年封）
- 张与材，留国公（1308年封）
- 王守道，寿国公（1308年追赠）
- 迷不韵子，宁国公（1309年封）
- 石天麟，冀国公（1309年封）
- 不忽木，鲁国公（武宗时追赠）
- 敬俨，鲁国公（武宗时追赠）
- 王利用，潞国公（武宗时追赠）
- 许衡，魏国公（1309年追赠）
- 李庭，益国公（1309年追赠）
- 乐实，齐国公（1310年封）
- 脱虎脱，义国公（1310年封）
- 亦怜真乞烈思，文国公（1310年封）
- 立智理威，秦国公（1310年之后追赠）
- 何玮，梁国公（1310年追赠）
- 张弘范，齐国公（1311年追赠）
- 暗普，秦国公（1311年封）
- 孛罗，泽国公（1311年封）
- 买僧，赵国公（1311年封）
- 李孟，秦国公（1311年封）、韩国公（1314年封）、魏国公（1321年追封）
- 耶律忙古带，濮国公（1311年追赠）
- 王寿，蓟国公（1311年追赠）
- 赵秉温，云国公（1312年追赠）
- 王善，冀国公（1312年追赠）
- 也里牙，秦国公（1312年封）
- 常不兰奚，赵国公（1312年封）
- 赵瑨，定国公（1312年追赠）
- 杨赛因不花，播国公（追赠）
- 杨邦宪，播国公（追赠）
- 高智耀，宁国公（追赠）
- 高睿，宁国公（1312年追赠）
- 商挺，鲁国公（仁宗时追赠）
- 靳德进，魏国公（仁宗时追赠）
- 郝和尚拔都，冀国公（追赠）
- 郝天挺，冀国公（1313年追赠）
- 高兴，梁国公（1313年追赠）
- 铁哥，秦国公（1313年追赠）
- 纯只海，温国公（仁宗时追赠）
- 塔本，营国公（追赠）
- 阿里乞失帖木儿，营国公（追赠）
- 高宣，营国公（1313年追赠）
- 高天锡，营国公（追赠）
- 高谅，营国公（追赠）
- 赵国宝，梁国公（1314年追赠）
- 按竺迩，秦国公（1314年追赠）
- 铁木儿不花，赵国公（1315年封）
- 王恂，定国公（1315年追赠）
- 吴鼎，蓟国公（1316年追赠）
- 吴鼎，蓟国公（1316年追赠）
- 曷剌，蓟国公（1316年追赠）
- 忽都答儿，寿国公（1316年封）
- 按摊出，鲁国公（1317年封）
- 买住，鲁国公（1318年封）
- 拾得闾，桓国公（1318年封）
- 劉敏中，齐国公（1318年追赠）
- 许国祯，蓟国公（追赠）
- 许扆，赵国公（仁宗时追赠）
- 贺贲，雍国公（仁宗时追赠）
- 贺仁杰，雍国公（仁宗时追赠）
- 阿台萨理，赵国公（仁宗时追赠）
- 乞台萨理，赵国公（仁宗时追赠）
- 阿鲁浑萨理，赵国公（仁宗时追赠）
- 田忠良，赵国公（仁宗时追赠）
- 野讷，赵国公（仁宗时追赠）
- 刘正，赵国公（仁宗时追赠）
- 陈天祥，赵国公（仁宗时追赠）
- 亦黑迷失，吴国公（仁宗时封）
- 塔失铁木儿，蓟国公（1320年封）
- 杨朵儿只，夏国公（英宗时追赠）
- 孛兰奚，和国公（1321年封）
- 赵孟頫，魏国公（1322年追赠）
- 赵与訔，魏国公（1322年追赠）
- 塔察儿，兰国公（1322年封）
- 不花，赵国公（1323年封）
- 出班，翊国公（1324年封）
- 千奴，卫国公（1324年追赠）
- 贺胜，秦国公（1324年追赠）
- 张珪，蔡国公（1325年封）
- 阿里迷失，和国公（1325年封）
- 程钜夫，楚国公（1325年追赠）
- 王伯胜，蓟国公（1326年追赠）
- 那海赤，惠国公（1327年封）
- 宽彻，国公（1327年封）
- 别乞列失，宁国公（泰定时封）
- 贾昔剌，绛国公（泰定时追赠）
- 丑妮子，绛国公（泰定时追赠）
- 秃坚不花，冀国公（泰定时追赠）
- 吴元珪，赵国公（泰定时追赠）
- 萧丑奴，顺国公（追赠）
- 萧青山，顺国公（追赠）
- 萧哈剌帖木儿，顺国公（追赠）
- 萧拜住，蓟国公（泰定时追赠）
- 贯只哥，楚国忠惠公（追赠）
- 脱因纳，冀国公（文宗时追赠）
- 朵列捏，梁国公（文宗时封）
- 郭贯，蔡国公（文宗时追赠）
- 燕不邻，兴国公（1329年封）
- 冲卜，封国公（1329年卒）
- 按摊，赵国公（1329年追赠）
- 忽辛，雍国公（1329年追赠）
- 秃坚帖木儿，梁国公（1329年封）
- 也真也不干，桓国公（1330年封）
- 谨只儿，郓国公（1330年封）
- 赵世延，鲁国公（1330年封）、凉国公（1331年改封）
- 野峻台，凉国公（追赠）
- 斡罗思，云国公（1330年追赠）
- 锁乃，云国公（1330年追赠）
- 张养浩，滨国公（1331年追赠）
- 怯列该，丰国公（1331年封）
- 醮班，豳国公（1331年封）
- 脱因，蓟国公（1331年封）
- 忙哥撒儿，兖国公（1333年追赠）
- 阔里吉思，宜国公（1335年封）
- 寒食，顺国公（1341年封）
- 阿剌不花，赵国公（追赠）
- 陈思谦，鲁国公（1352年追赠）
- 樊执敬，鲁国公（1352年追赠）
- 伯家奴，武国公（1353年封）
- 秃鲁，冀国公（1354年封）
- 陈颢，蓟国公（1354年追赠）
- 泰不华，魏国公（1355年追赠）
- 福寿，卫国公（1356年追赠）
- 褚不华，卫国公（1356年追赠）
- 火你赤，营国公（1357年封）
- 欧阳玄，楚国公（1357年追赠）
- 杨完者，潭国忠愍公（1358年追赠）
- 杨伯颜，衡国忠烈公（1358年追赠）
- 董抟霄，魏国公（顺帝时追赠）
- 余阙，豳国公（顺帝时追赠）
- 盖苗，魏国公（顺帝时追赠）
- 石抹宜孙，越国公（顺帝时追赠）
- 明里帖木儿，益国公（追赠）
- 斡罗思，益国公（追赠）
- 哈剌章，申国公（1362年封）
- 脱火赤，蓟国公（1362年封）
- 李稷，齐国公（1364年追赠）
- 俺普，秦国公（顺帝时封）
- 李思齐，许国公（1365年封）、邠国公（1365年封）
- 五十八，宾国公（1365年封）
- 王宣，沂国公（1367年封）
- 丁好礼，赵国公（1367年封）
- 买住，云国公（1367年封）
- 关保，许国公（1367年封）
- 麻察，梁国公（追赠）

## 郡公
- 杨大渊，阆中郡公（1271年追赠）
- 赵与芮，平原郡公（1278年封）
- 赵孟桂，平原郡公（1287年封）
- 刘斌，彭城郡公（追赠）
- 管如德，平昌郡公（追赠）
- 解帖哥，平阳郡公（追赠）
- 丑妮子，临汾郡公（追赠）
- 塔里赤，临安郡公（追赠）
- 也速台儿，成武郡公（追赠）
- 焦用，恒山郡公（追赠）
- 孟祺，鲁郡公（追赠）
- 陈祐，河南郡公（追赠）
- 许楫，开封郡公（追赠）
- 张昉，东平郡公（追赠）
- 张础，清河郡公（1294年追赠）
- 张弘纲，齐郡公（成宗时追赠）
- 雷膺，冯翊郡公（1297年追赠）
- 邸浃，高阳郡公（1299年追赠）
- 王恽，太原郡公（1304年追赠）
- 孙威，神川郡公（1309年追赠）
- 孙拱，神川郡公（追赠）
- 董士元，赵郡公（追赠）
- 田滋，开封郡公（追赠）
- 立智理威，宁夏郡公（1310年追赠）
- 塔塔统阿，雁门郡公（1310年追赠）
- 笃绵，雁门郡公（追赠）
- 暗伯，宁夏郡公（追赠）
- 刘因，容城郡公（延祐时追赠）
- 吕𡌳，东平郡公（1315年追赠）
- 孟攀鳞，平原郡公（1316年追赠）
- 谢让，陈留郡公（1317年追赠）
- 刘宣，彭城郡公（1317年追赠）
- 贾文备，武威郡公（1317年追赠）
- 尚野，上党郡公（1319年追赠）
- 王思廉，恒山郡公（1320年追赠）
- 王煦，鸡林郡公（1320年封）
- 赵师垂，吴兴郡公（追赠）
- 赵希水，吴兴郡公（追赠）
- 梁守正，安定郡公（追赠）
- 梁德，安定郡公（追赠）
- 脱烈海牙，恒山郡公（1323年追赠）
- 小云石海涯，京兆郡公（1324年追赠）
- 阿台，永平郡公（追赠）
- 锁咬儿哈的迷失，永平郡公（泰定时追赠）
- 元明善，清河郡公（泰定时追赠）
- 畅师文，魏郡公（1325年追赠）
- 袁桷，陈留郡公（1327年追赠）
- 耶律希亮，漆水郡公（追赠）
- 杜瑛，魏郡公（1329年追赠）
- 韓若愚，南阳郡公（1329年追赠）
- 齐履谦，汝南郡公（1329年追赠）
- 曹元用，东平郡公（1330年追赠）
- 樊楫，上党郡公（1330年追赠）
- 赵柔，天水郡公（1330年追赠）
- 吴澄，临川郡公（追赠）
- 伯忽，蜀郡公（文宗时追赠）
- 月举连赤海牙，威宁郡公（文宗时追赠）
- 王克敬，梁郡公（1335年追赠）
- 张思明，清河郡公（1337年追赠）
- 王结，太原郡公（1338年追赠）
- 马祖常，魏郡公（1338年追赠）
- 孛术鲁居谦，南阳郡公（追赠）
- 孛术鲁翀，南阳郡公（追赠）
- 揭傒斯，豫章郡公（1346年追赠）
- 虞集，仁寿郡公（1348年追赠）
- 叶李，南阳郡公（1348年追赠）
- 乃燕，鲁郡公（1348年追赠）
- 硕德，鲁郡公（追赠）
- 李黼，陇西郡公（追赠）
- 孙㧑，曹南郡公（追赠）
- 黃溍，江夏郡公（追赠）
- 汪泽民，谯国郡公（1356年追赠）
- 郭嘉，太原郡公（1358年追赠）
- 吕震，东平郡公（1359年追赠）

## 公

### 生封時人
- 海蓝伯，河东公
- 张柔，安肃公（1261年封）
- 张荣，济南公（1261年封）
- 杨惟中，忠肃公（1261年追谥）
- 汪世显，陇西公（1262年追封）
- 汪德臣，陇西公（1262年追封）
- 王谌，东安公（1269年封）
- 巩德禄，德育公（1271年追封）
- 耶律阿海，忠武公（1273年追封）
- 陈秀嵈，辅义公（1286年封）

衍聖公（孔若蒙-孔端操后裔）
- 衍聖公孔元措（1233年—1251年）
- 孔元綋
  - 孔之固
    - 衍聖公孔湞（1251年—1252年）

衍聖公（孔若愚-孔端立后裔）
- 衍聖公孔元用（1225年—1227年）
  - 衍聖公孔之全（1227年—1233年）
    - 衍聖公孔治（1295年—1307年）
      - 衍聖公孔思誠（1307年—1316年）
- 孔元孝
  - 孔之厚
    - 孔浣
      - 衍聖公孔思晦（1316年—1333年）
        - 衍聖公孔克堅（1340年—1355年）
          - 衍聖公孔希學（1355年—1368年）

### 追封古人
- 伯夷，昭义清惠公，至元十五年封[2]
- 叔齐，崇让仁惠公，至元十五年封[2]
- 孟激，孟子父，邾国公，延祐三年封[2]
- 屈原，忠节清烈公，延祐五年封[2]
- 周敦颐，道国公，延祐六年封
- 柳宗元，文惠昭灵公，至治二年封[2]
- 颜真卿，贞烈文忠公，至治二年封[2]
- 颜子，兖国复圣公，至顺元年封[2]
- 曾子，郕国宗圣公，至顺元年封[2]
- 子思，沂国述圣公，至顺元年封[2]
- 孟子，邹国亚圣公，至顺元年封[2]
- 程颢，豫国公，至顺元年封[2]
- 程颐，洛国公，至顺元年封[2]
- 颜路，颜子父，杞国公，元统二年封[2]
- 微子，仁靖公，后至元元年封[2]
- 箕子，仁献公，后至元元年封[2]
- 比干，仁显忠烈公，后至元元年封[2]
- 杨时，吴国公，至正十九年封[2]
- 李侗，越国公，至正十九年封[2]
- 胡安国，楚国公，至正十九年封[2]
- 蔡沈，建国公，至正十九年封[2]
- 真德秀，福国公，至正十九年封[2]
- 朱熹，齐国公，至正二十二年封[2]

### 神灵
- 至元四年（1267年），封昔木土山为武成山，其神为武定公[2]
- 至元十四年（1277年），加封广惠安邱雹众灵沛侯，加封灵霈公[2]
- 至元十六年（1279年），进封桑乾河洪济公为显应洪济公[2]
- 大德三年（1299年），浙西盐官州海神为灵威宏佑公[2]